# Hartmut Esslinger
 (janvier 2013).
Si vous disposez d'ouvrages ou d'articles de référence ou si vous connaissez des sites web de qualité traitant du thème abordé ici, merci de compléter l'article en donnant les références utiles à sa vérifiabilité et en les liant à la section « Notes et références ».
Hartmut Esslinger est un inventeur et un designer industriel germano-américain. Il est connu pour avoir fondé la société de design Frogdesign, ainsi que pour son travail sur les ordinateurs Apple dans les années 1980.
Crédo d'Esslinger : « Things aren't just objects, but made for us » (Les choses ne sont pas simplement des objets, elles sont faites pour nous).

## Biographie
Esslinger termine ses études à 25 ans à l'Université des Sciences Appliquées de Schwäbisch Gmünd. Les vives critiques qu'il rencontre au cours de ses études à l'occasion de la conception d'un radio-réveil, le décident en 1969 à créer sa propre agence, Frogdesign.

## Travail
Le premier client de l'agence est le fabricant allemand d'appareils électroniques Wega pour qui il a créé une télévision couleur entièrement en plastique ainsi que la chaîne hi-fi Wega System 3000.
En 1974, il travaille avec Sony sur son Trinitron.
Il commence à travailler pour Apple en 1982, devenant un élément-clé de la stratégie qui a métamorphosé la start-up Apple en une entreprise mondiale.
Esslinger et Frogdesign fondent avec Steve Jobs les principes d'un design surnommé « Snow white », qui détermineront l'aspect de toutes les gammes de produits Apple de 1984 à 1990.
Peu après le départ de Jobs, Esslinger rompt son contrat avec Apple et suit Steve Jobs dans sa nouvelle société, NeXT.
Les autres engagements de clients majeurs incluent la conception globale de Lufthansa et la stratégie de marque, identité d'entreprise de SAP et l'interface utilisateur du logiciel, l'image de marque Microsoft Windows et la conception de l'interface utilisateur, Siemens, NEC, Olympus, HP, Motorola et General Electric.
En décembre 1990, Esslinger est présenté sur la couverture de Business Week. Il le premier designer vivant ainsi honoré depuis Raymond Loewy en 1934.
Esslinger est professeur fondateur de la Hochschule für Gestaltung de Karlsruhe, en Allemagne et depuis 2006, est professeur de design industriel à la Convergent Industrial Design at the University of Applied Arts de Vienne, en Autriche.
Aujourd'hui Hartmut Esslinger est professeur de design industriel à la Beijing DeTao Masters Academy (DTMA) à Shangaï, en Chine.